# Мозжухин, Александр Ильич
Александр Ильич Мозжухин (11 [23] августа или 11 [23] марта 1878, с. Сергиевка, Саратовская губерния — 1 июля 1952, Аньер-сюр-Сен (Asnières-sur-Seine), близ Парижа) — русский оперный певец (бас-кантанте).
Старший брат известного актёра немого кино Ивана Мозжухина.

## Биография
Родился в 1878 году в крестьянской семье.
Окончил в Пензе духовное училище и духовную семинарию. В 1900 году поступил в московское Музыкально-драматическое филармоническое училище, где учился игре на скрипке до 1903 года, педагоги проф. М. И. Пресс и В. Безекирский. Последние полтора года учёбы там одновременно брал уроки пения у певицы проф. Ю. Вишневецкой. Тогда же начал артистическую деятельность, выступив в 1903 году в благотворительном спектакле на сцене московского Большого театра в партии Ивана Сусанина — «Жизнь за царя» М. Глинки. В 1904 году выступал в Пензе на сцене Летнего театра. С этого же времени, с 1904 года, принимал участие в концертах Кружка любителей русской музыки.
Поступил на вокальное отделение в Московскую консерваторию (педагог М. Медведев). Однако, так и не завершив учёбы, с 1905 года начал выступать в частных оперных театрах.
1906—1907 — антреприза М. К. Максакова, на сцене московского театра Солодовникова.
В 1908—1909 годах — работал в Казани.

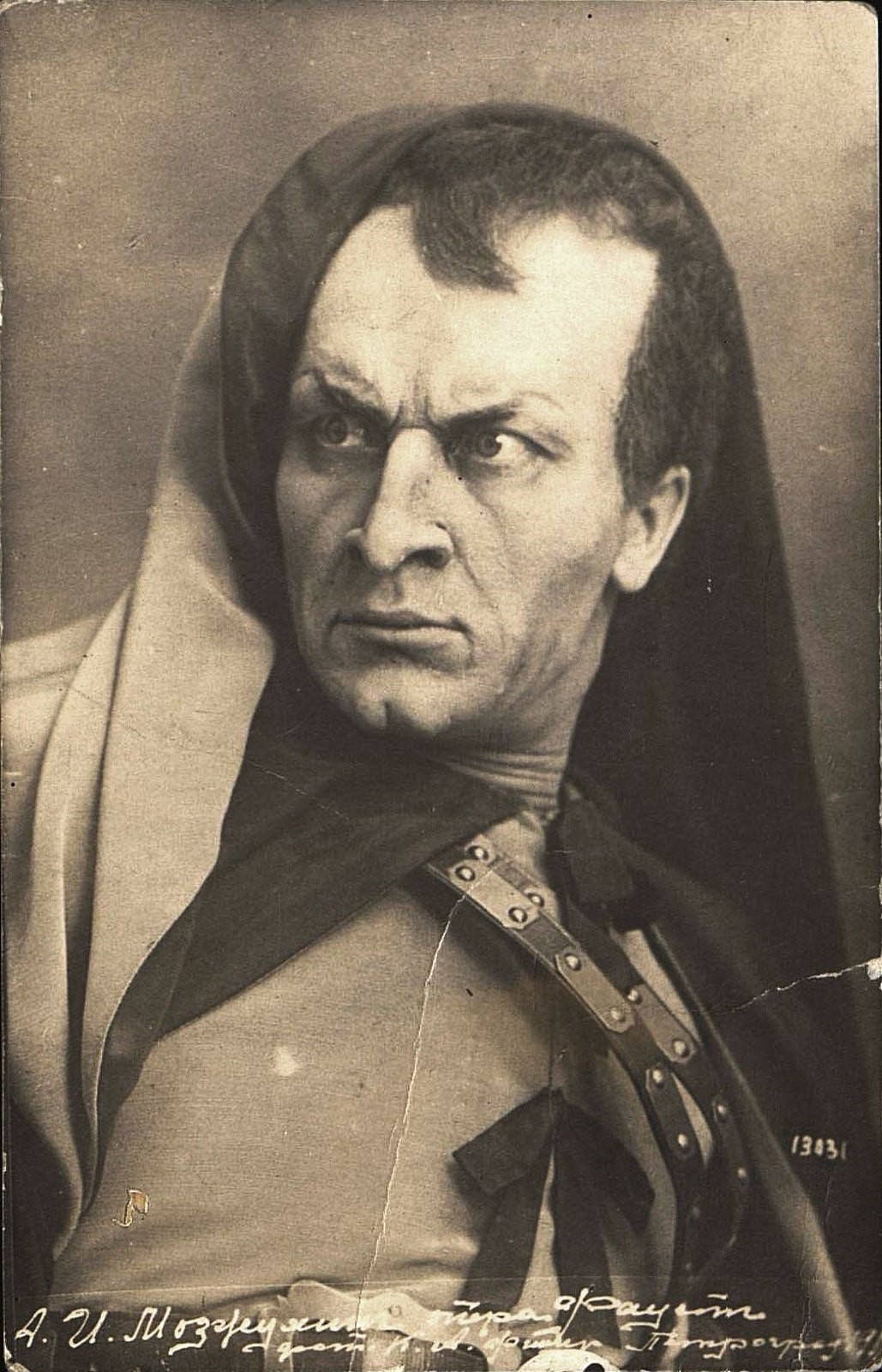
Мозжухин А. И. в образе Мефистофеля, 1914—1917.

Зимой 1909—1910 — в Саратове и в Самаре (в партии Бориса Годунова); позднее приезжал на гастроли в составе антрепризы Южина.
1909 — дебютировал в партии Мельника — «Русалка» А. Даргомыжского в Большом театре.
1910? — в Тифлисе.
1911—1914 или до 1921 — в Петербурге (Театр музыкальной драмы). С 1914 года выступал преимущественно как камерный певец.
1915—1920 — много гастролировал, пел в труппе постоянного оперного театра под руководством Д. Х. Южина.
В 1921 организовал Общество любителей камерной музыки, где вел преподавательскую работу.
1922—1923 — в Москве, Опера С. Зимина.
1923 — в Петрограде (Народный дом), Екатеринбурге.
Совершил ряд концертов за рубежом вместе с аккомпаниатором-женой К. Карини:
- май — сентябрь 1923—1924 — гастрольное турне по Европе: Швеция, Норвегия, Дания, Германия, Бельгия, Франция, Англия, Италия.
- октябрь 1923 — май 1924 — в Америке.
- 1924—1925 — в Китае (Шанхай) и Японии (Токио, Осака, Киото).

В 1925 году — в Тифлисе и Баку.
С 1926 года жил за границей, в эмиграции, где продолжал музыкальную деятельность, выступая как в оперных спектаклях, так и в концертах.
Его портреты писали художники Кованцева, М. Рундальцева, Г. Костетти, М. Вербова, М. Данькевича.
Похоронен на кладбище Сент-Женевьев-де-Буа.
Его вдова К. Карини, вернувшись в Россию из Парижа, привезла архивные материалы (св. 5 тысяч документов) и вещи певца, которые ныне хранятся в РГАЛИ (ф. 2625), в Бахрушинском музее (Москва) и Пензенском областном краеведческом музее.

### Семья
- Младший брат — известный актёр немого кино Иван Мозжухин.
- Жена — оперная артистка Клео Карини (по сценическому псевдониму), урожденная Клеопатра Андреевна Карассарини (по первому браку — Харито, по второму — Синкевич). Брак заключен в Старо-Киевской Георгиевской церкви 30 июня 1919 года.

## Увековечение памяти
В 1989 году в селе Кондоль, ныне — административном центре Пензенского района Пензенской области, был открыт Музей братьев Мозжухиных.

## Артистическая деятельность
Творчество певца включало камерные концерты и оперные постановки.
Критик К. И. Арабажин отозвался о певце: «Звезда светозарная, звезда прекрасная, блистательная на русском небе мирового искусства».
Пружанский А. М. пишет о певце: «Обладал звучным, ровным во всех регистрах голосом мягкого, теплого тембра, первоклассной вокальной техникой, высокой музыкальной культурой (искусство тонкой фразировки, владение тембровыми красками, имел яркую сценическую внешность. Исполнение отличалось темпераментной драматической игрой». Там же приведены цитаты из современной певцу критики: «Мозжухин живет на сцене, он играет словно пиршествует на сцене, увлекаясь ролью, переживает с задуманным им образом все его положения, драматические и комические. Всюду во всех ролях тонкая вдумчивость, игра, задуманный образ вырастает и создает художественное впечатление благодаря счастливому сочетанию природных средств с тонкостью интуиции и образцовой техникой».

### Концертная деятельность
Начав концертную деятельность ещё во времена учёбы, артист до конца творческого пути был верен ей, и по оценке критиков и музыковедов, именно ей он уделял большее внимание. Камерный репертуар его был разнообразен и включал произведения Л. Бетховена, Ф. Шуберта, Р. Шумана, Р. Вагнера, Х. Вольфа, Й. Брамса, М. Равеля, М. Глинки, А. Даргомыжского, М. Балакирева, А. Бородина, Ц. Кюи, А. Рубинштейна, П. Чайковского, С. Рахманинова, Н. Римского-Корсакова, А. С. Аренского, Р. М. Глиэра, А. К. Глазунова, М. Ф. Гнесина, С. Н. Василенко.
А.Мозжухин является первым исполнителем нескольких романсов С. Танеева (в том числе выступал под аккомпанемент композитора), А. Спендиарова (баллада «Рыбак и фея», 1912, Павловский вокзал), А. Гречанинова («Смерть»), Ю. Конюса («Крокодил»), М. Левина («Детские песни»), А. Гольденвейзера и др.
Особое место в репертуаре певца занимало творчество М. Мусоргского, страстным пропагандистом которого он был и исполнял многие произведения («Блоха» на слова Гёте, «Баллада», «Виденье», «Колыбельная Еремушки», «Классик», «Раёк», «Пирушка»). В концертах певцу аккомпанировала его жена К. Карини.
Записывался на грампластинки в Петербурге («Граммофон», 1914), в Японии («Ниппонофон», 1925).

### Оперные партии
- 1914 — «Сестра Беатриса» А. Давидова — Принц Белидор
- «Борис Годунов» М. Мусоргского — Борис Годунов
- «Мазепа» П. Чайковского — Василий Леонтьевич Кочубей и Орлик
- «Нюрнбергские мейстерзингеры» Р. Вагнера — Ганс Закс
- «Севильский цирюльник» Дж. Россини — Дон Базилио
- «Фауст» Ш. Гуно — Мефистофель
- «Жизнь за царя» М. Глинки — Иван Сусанин
- «Руслан и Людмила» М. Глинки — Руслан
- «Русалка» А. Даргомыжского — Мельник
- «Борис Годунов» М. Мусоргского — Варлаам
- «Хованщина» М. Мусоргского — Досифей
- «Маккавеи» А. Рубинштейна — Иуда
- «Демон» А. Рубинштейна — Демон
- «Юдифь» А. Серова — Олоферн
- «Царская невеста» Н. Римского-Корсакова — Василий Собакин
- «Золотой петушок» Н. Римского-Корсакова — Додон
- «Моцарт и Сальери» Н. Римского-Корсакова — Сальери
- «Пиковая дама» П. Чайковского — Граф Томский
- «Евгений Онегин» П. Чайковского — Гремин
- «Черевички» П. Чайковского — Светлейший
- «Алеко» С. В. Рахманинова — Алеко
- «Тайный брак» Д. Чимарозы — Граф Робинзон
- «Жидовка» Ж. Ф. Галеви — Кардинал де Броньи
- «Сказки Гофмана» Ж. Оффенбаха — Миракль
- «Лакме» Л. Делиба — Нилаканта
- «Кармен» Ж. Бизе — Цунига
- «Дон Кихот» Ж. Массне — Дон Кихот (эта партия постоянно была в репертуаре певца; в 1936 в эмиграции с большим успехом исполнял на сцене парижского театра «Опера комик»[2])
- «Фальстаф» Дж. Верди — Сэр Джон Фальстаф
- «Мефистофель» А. Бойто — Мефистофель
- «Богема» Дж. Пуччини — Шонар
- «Валькирия» Р. Вагнера — Вотан
- 1914 — «Парсифаль» Р. Вагнера — Амфортас
- «Корневильские колокола» Р. Планкета — Гаспар

Партнёры: М. И. Бриан, Е. А. Бронская, М. В. Веселовская, М. С. Давыдова, Ефимцева, П. М. Журавленко, А. М. Каншин, С. Ю. Левик, Л. Я. Липковская.

## Сочинения
- Лапицкий как режиссёр // Театр. — 1923. — № 9. — С. 3.
- Моя жизнь от рождения. Моя автобиография. Мое детство. Как я сделался артистом (рук., 1940—1950-е гг.);
- Статьи: «Творчество артиста»; «Что нового в советской музыке?» (рукопись, 1938); стихотворения (рукопись) — в НИО ЛГИТМиК, ф. 86; Архив певца — в РГАЛИ, ф. 2625, 268 д., 1863—1966.

## Комментарии
1. ↑  Сергиевка, она же — Киселевка, указанная местом рождения[4][5], решением Пензенского облисполкома от 24.11.1966 г. включена в черту с. Кондоль[6], ныне — центр Пензенского района Пензенской области.